# 예우게니유스 슈클리나스
예우게니유스 슈클리나스(리투아니아어: Jevgenijus Šuklinas, 러시아어: Евге́ний Тимофе́евич Шукли́н 예브게니 티모페예비치 슈클린[*], 1985년 11월 23일 ~ )는 리투아니아의 은퇴한 카누 선수이다. 세계 선수권 대회에서 동메달 4개를 획득했고, 유럽 선수권 대회에서 3번 우승했다.

## 생애
현재 러시아의 영토인 글라조프에서 태어났으나 리투아니아의 비사기나스로 이주했다. 미콜라스 로메리스 대학교에서 석사 학위를 획득했고 2003년 세계 주니어 선수권 대회에서 우승했다. 런던에서 열린 2012년 하계 올림픽에서 은메달을 획득했으나 2019년에 국제 올림픽 위원회의 도핑 재조사 과정에서 금지 약물을 복용한 사실이 발각되어 메달을 박탈당했다.